# Пассатижи

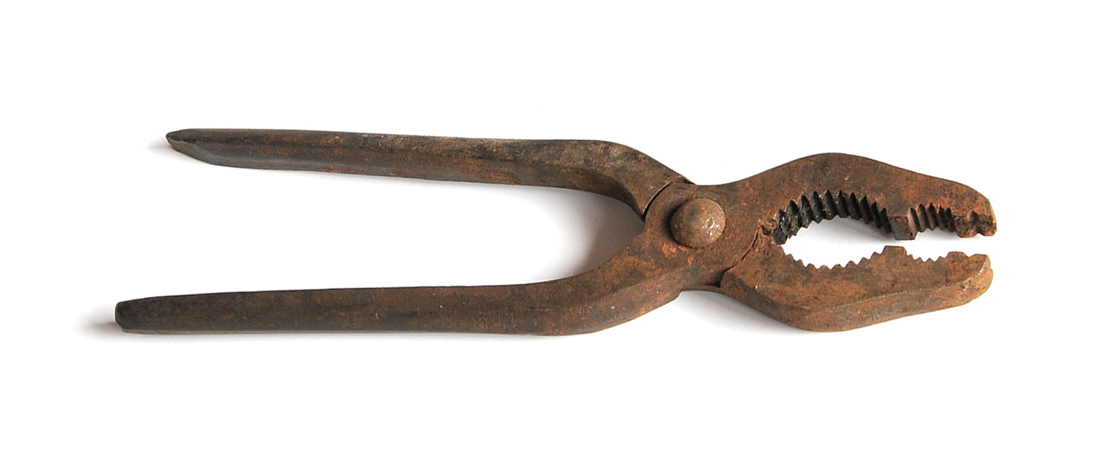
Ржавые пассатижи

Пассати́жи (от фр. pince-à-tige от фр. pince — зажим и фр. tige — стержень) — многофункциональный ручной слесарно-монтажный инструмент, предназначенный для зажима и захвата труб и деталей разных форм.
Пассатижи, в отличие от плоскогубцев, имеют одну или две пары зубчатых выемок, расположенных по радиусу, для захвата и поворота цилиндрических деталей, а также насечку — как на плоской части, так и на выемках.
Пассатижи, ручки которых покрыты изоляцией, являются изолированным инструментом и могут быть использованы для выполнения электромонтажных работ под напряжением до 1000 В. Другие инструменты, не имеющие специальной изоляционной оболочки, называют слесарными. 
В комбинированных пассатижах одна из ручек заканчивается отвёрткой, а другая — шилом (дыроколом) или крестовой отвёрткой. Также существуют складные пассатижи — многофункциональные инструменты, включающие множество различных инструментов.

## Применение
- Зажим небольших деталей при обработке (использование в качестве ручных тисков).
- Обжатие соединителей (клемм) на проводах в условиях отсутствия специального инструмента.
- Захвата раскалённых предметов (использование в качестве тигельных щипцов).
- Вопреки распространённому мнению[4] гайки не следует без необходимости заворачивать пассатижами: их грани с большой вероятностью будут «сорваны».
- Отворачивание винтов с сорванным шлицем.

## Пассатижи в СССР и России
В разных странах существуют свои стандарты на пассатижи. В России изготовление и испытания этих инструментов регламентируется рядом стандартов:
- ГОСТ 17438—72 «Пассатижи. Технические условия»;
- ГОСТ Р 52786—2007 «Инструмент шарнирно-губцевый. Требования безопасности и методы испытаний»;
- ГОСТ Р 52787—2007 (ИСО 5743:2004) «Инструмент шарнирно-губцевый. Технические требования».

Пассатижи изготавливаются в двух исполнениях:
- с удлинёнными губками (универсального назначения);
- с короткими губками (для монтажных работ; типа Линнеман).

Пассатижи обычно изготавливаются из сталей марок 8ХФ и У7А или иных сталей, обеспечивающих выполнение технических требований к данным инструментам.
Твёрдость должна быть не ниже:
- режущих элементов шарнира — 51 HRCэ;
- режущих кромок губок — 53 HRCэ;
- зажимных поверхностей — 45,5 HRCэ.

| Обозначение пассатижей | Исполнение | Длина       | Длина                 | Ширина |
| ---------------------- | ---------- | ----------- | --------------------- | ------ |
| Обозначение пассатижей | Исполнение | Номинальная | Предельное отклонение | Ширина |
| 7814-0257              | 1          | 125         | 6                     | 50±5   |
| 7814-0258              | 1          | 160         | 8                     | 50±5   |
| 7814-0259              | 1          | 180         | 9                     | 50±5   |
| 7814-0261              | 1          | 200         | 10                    | 50±5   |
| 7814-0262              | 1          | 220         | 11                    | 50±5   |
| 7814-0263              | 2          | 125         | 6                     | 50±5   |
| 7814-0264              | 2          | 160         | 8                     | 50±5   |
| 7814-0265              | 2          | 180         | 9                     | 50±5   |
| 7814-0266              | 2          | 200         | 10                    | 50±5   |
| 7814-0267              | 2          | 220         | 11                    | 50±5   |

На плоских зажимных поверхностях губок наносят рифление. На пассатижи наносят защитно-декоративные металлические и неметаллические покрытия — например, химическое оксидирование, химическое фосфатирование либо кадмиевое с хроматированием в зависимости от условий эксплуатации.
Пассатижи, предназначенные для работы в электроустановках напряжением до 1000 В, дополнительно должны соответствовать требованиям ГОСТ IEC 60900—2019.